# Park Bom
Park Bom (Hangul: 박봄: ur. 24 marca 1984 w Seulu) – południowokoreańska piosenkarka i aktorka. Należy  do girls bandu 2NE1.

## Życiorys
Park Bom urodziła się 24 marca 1984 roku w Seulu, w Korei Południowej. Jej starszą siostrą jest Park Go-eun, która jest wiolonczelistką. Gdy była w szóstej klasie, Bom opuściła Koreę, aby studiować w Stanach Zjednoczonych. Ukończyła Gould Academy w Bethel i zapisała się na Uniwersytet Lesley w Cambridge specjalizując się w psychologii. Jako licealistka zainteresowała się muzyką zainspirowana Mariah Carey, którą opisuje jako jedną z jej największych muzycznych wpływów. Bom przeniosła się do Berklee College of Music.
Następnie wróciła do Korei, aby rozpocząć karierę muzyczną. W 2006 roku wystąpiła w dwóch najwcześniejszych singlach Big Bangu "We Belong Together" i "Forever With U". Park współpracowała również z Lexy w "Baby Boy" i Red Roc w "Along My Way" i pojawiła się również w serii promocyjnych teledysków do Samsung Anycall pt. "Anystar", wraz z Lee Hyori, G-Dragon, Gummy.
W 2009 roku dołączyła do girls bandu 2NE1. W sierpniu 2009 roku, po zakończeniu promocji debiutanckiego singla "I Do not Care", członkinie 2NE1 zrobiły sobie przerwę, aby skupić się na solowych karierach. Bom wydała swój pierwszy solowy singel "You and I", który zajął pierwsze miejsce na liście Gaon Chart w listopadzie. Ostatecznie wygrał nagrodę Best Digital Single na Mnet Asian Music Awards 2010 (MAMA). Pod koniec 2011 roku odnotowano, że singiel został pobrany 4.483.364 razy, stając się jednym z najlepiej sprzedających się singli w historii muzyki koreańskiej. Pod koniec 2010 roku Bom pojawiła się na singlu "Oh Yeah" GD & TOP, występując zarówno w wersji koreańskiej i japońskiej utworu, jak i również w japońskim teledysku. "Oh Yeah" osiągnął drugie miejsce na wykresie Gaona. 21 kwietnia 2011 r. Wydała drugi solowy singiel "Do not Cry". Melancholijny numer electro był kolejnym wielkim hitem piosenkarki, znalazł się na szczycie Gaon. I utrzymywał się tam przez dwa tygodnie, na koniec 2011 roku znalazł się jako piąty najlepszy utwór roku. W tym samym roku Bom wystąpiła w utworze "Having an Affair" w wykonaniu G-Dragon i komika Park Myeong-su w duetowym projekcie GG w programie Infinite Challenge. "Having an Affair" był kolejnym hitem i był drugim najczęściej pobieranym utworem z 2011 roku. 
W 2013 roku Bom utworzyła duet BOM&HI. Wspólnie z koleżanką z wytwórni, Lee Hi. W tym samym roku, Bom zaśpiewała również w japońskiej wersji singla "Black" G-Dragon.
W 2014 roku Bom dołączyła do obsady Roommate, reality show stacji SBS, w którym znajduje się jedenaście celebrytów mieszkających razem w domu akcyjnym. Lecz wkrótce wycofała się z programu w wyniku incydentu związanego z narkotykami. W tym samym roku publicznie ogłoszono, że Park Bom była przedmiotem śledztwa w sprawie przemytu narkotyków (82 tabletki zawierające amfetaminę) za pośrednictwem poczty międzynarodowej 12 października 2010 roku. Tabletki wysłane przez członków rodziny zamieszkałej w USA do Bom w Korei Południowej pod adres swojej babci zostały zatrzymane w porcie lotniczym Incheon International Airport. Bom została objęta dochodzeniem, ale nigdy nie została oskarżona. W oświadczeniu wydanym przez YG Entertainment założyciel i dyrektor generalny Yang Hyun-suk wypowiedział się przeciwko zarzutom preferencyjnego traktowania. Wyjaśnił, że lek (Adderall) jest nielegalny w Korei Południowej, ale legalny w Stanach Zjednoczonych. W tym czasie Bom nie była w stanie podróżować do Stanów Zjednoczonych z powodu napiętego harmonogramu 2NE1. Bom skontaktowała się ze swoim amerykańskim lekarzem, aby uzupełnić lek. Wyjaśnił ponadto, że Bom poszukiwała opieki lekarskiej od południowokoreańskich lekarzy i że również przeszła terapię, ale okazała się nie tak skuteczna jak jej leczenie w USA. W 2010 roku, w czasie śledztwa, dostarczyła prokuratorowi jej dokumentację medyczną ze Stanów Zjednoczonych. Szpital potwierdził jej rozpoznanie oraz plan leczenia.
Jej kolejny występ miał miejsce w grudniu 2015 roku, z 2NE1 podczas Mnet Asian Music Awards 2015 (MAMA). 
W dniu 25 listopada 2016 r. YG Entertainment ogłosiło rozpad grupy, a także nie przedłużenie kontraktu z Bom, sugerując jej odejście z wytwórni. 
Bom wzięła jednak udział w finałowym singlu 2NE1 "Goodbye", wydanym 21 stycznia 2017 roku.
26 kwietnia 2018 roku przeprowadzono wywiad z Bom odnośnie do incydentu z 2010 roku, powiedziała w nim że jest chora od czasów liceum na ADD. Która to choroba jest słabo znana w Korei, i nie ma na nią odpowiedniego leku.

## Dyskografia

### Single album
| Rok  | Dane dot. albumu                                                                        | Najwyższa pozycja | Sprzedaż       |
| Rok  | Dane dot. albumu                                                                        | KOR               | Sprzedaż       |
| ---- | --------------------------------------------------------------------------------------- | ----------------- | -------------- |
| 2019 | Spring - Wydany: 13 marca 2019 - Wytwórnia: D-Nation - Format: CD, digital download     | 2                 | - KOR: 15 137+ |
| 2019 | re:Blue Rose - Wydany: 2 maja 2019 - Wytwórnia: D-Nation - Format: CD, digital download | 10                | - KOR: 7410+   |

### Single
| Rok  | Tytuł                              | Najwyższa pozycja | Sprzedaż                        | Album        |
| Rok  | Tytuł                              | KOR               | Sprzedaż                        | Album        |
| ---- | ---------------------------------- | ----------------- | ------------------------------- | ------------ |
| 2009 | „You and I”                        | 36                | - KOR: 996 381+                 | To Anyone    |
| 2011 | „Don't Cry”                        | 1                 | - KOR: 2 512 950+ - US: 10 000+ | 2NE1         |
| 2019 | „Spring” (봄) (feat. Sandara Park) | 3                 | - US: 1000+                     | Spring       |
| 2019 | „4:44” (4시 44분) (feat. Wheein)   | 84                |                                 | re:Blue Rose |

### Współpraca
- We Belong Together (Big Bang featuring Bom) (2006)
- Anystar (Lee Hyori featuring Bom and Lee Joon-gi) (2006)
- Forever with You (Big Bang featuring Bom) (2006)
- Along My Way (Red Roc featuring Bom) (2007)
- Baby Boy (Lexy featuring Bom) (2007)
- Oh Yeah (GD & TOP featuring Bom) (2010)
- Having an Affair (G-Dragon featuring Bom) (2011)
- Up (Epik High featuring Bom) (2012)
- Black (Japanese version) (G-Dragon featuring Bom) (2013)